# Championnat du Danemark de football 1995-1996
Navigation
Saison précédente Saison suivante
La saison 1995-1996 du Championnat du Danemark de football était la 83e édition du championnat de première division au Danemark. Les 12 meilleurs clubs du pays se retrouvent au sein d'une poule unique, la Superligaen, où ils s'affrontent 3 fois, à domicile et à l'extérieur. À l'issue du championnat, les deux derniers du classement sont relégués et remplacés par les deux meilleurs clubs de 1.division.
C'est le Brøndby IF qui remporte la compétition en terminant en tête de la poule. C'est le 6e titre de champion du Danemark de l'histoire du club.

## Les 12 clubs participants
| - FC Copenhague - Herfølge BK - Promu de 1.division - AGF Aarhus - Næstved IF - Silkeborg IF - Viborg FF - Promu de 1.division | - Ikast FS - OB Odense - Lyngby BK - Brondby IF - AaB Aalborg - Vejle BK - Promu de 1.division |

## Compétition

### Classement
Le barème utilisé pour établir le classement est le suivant :
- Victoire : 3 points
- Match nul : 1 point
- Défaite : 0 point

| Rang | Équipe          | Pts | J  | G  | N  | P  | Bp | Bc | Diff |
| ---- | --------------- | --- | -- | -- | -- | -- | -- | -- | ---- |
| 1    | Brøndby IF      | 67  | 33 | 20 | 7  | 6  | 71 | 32 | +39  |
| 2    | AGF Aarhus (C)  | 66  | 33 | 18 | 12 | 3  | 61 | 28 | +33  |
| 3    | OB Odense       | 60  | 33 | 17 | 9  | 7  | 57 | 33 | +24  |
| 4    | Lyngby BK       | 53  | 33 | 14 | 11 | 8  | 61 | 35 | +26  |
| 5    | AaB Aalborg (T) | 51  | 33 | 15 | 5  | 12 | 57 | 38 | +19  |
| 6    | Silkeborg IF    | 49  | 33 | 14 | 7  | 12 | 44 | 42 | +2   |
| 7    | FC Copenhague   | 48  | 33 | 13 | 9  | 11 | 48 | 49 | -1   |
| 8    | Viborg FF (P)   | 38  | 33 | 9  | 11 | 13 | 48 | 67 | -19  |
| 9    | Vejle BK (P)    | 33  | 33 | 8  | 9  | 16 | 34 | 50 | -16  |
| 10   | Herfølge BK (P) | 27  | 33 | 6  | 9  | 18 | 41 | 62 | -21  |
| 11   | Ikast FS        | 25  | 33 | 5  | 10 | 18 | 28 | 63 | -35  |
| 12   | Næstved IF      | 23  | 33 | 5  | 8  | 20 | 29 | 80 | -51  |

|  | Qualification pour la Ligue des clubs champions 1996-1997                                      |
|  | Qualification pour la Coupe des Coupes 1996-1997                                               |
|  | Qualification pour la Coupe UEFA 1996-1997                                                     |
|  | Qualification pour la Coupe Intertoto 1996                                                     |
|  | Relégation en 1.division                                                                       |
|  | (T) : Tenant du titre (C) : Vainqueur de la Coupe du Danemark (P) : Promu de deuxième division |

## Bilan de la saison
| Championnat du Danemark de football 1995-1996 |                       |
| Champion                                      | Brøndby IF (6e titre) |
| Coupes et trophées                            |                       |
| Vainqueur de la Coupe du Danemark 1995-1996   | AGF Aarhus            |
| Qualifications continentales                  |                       |
| Ligue des clubs champions 1996-1997           | Brøndby IF            |
| Coupe des Coupes 1996-1997                    | AGF Aarhus            |
| Coupe UEFA 1996-1997                          | OB Odense             |
| Coupe UEFA 1996-1997                          | Lyngby BK             |
| Coupe Intertoto 1996                          | AaB Aalborg           |
| Coupe Intertoto 1996                          | Silkeborg IF          |
| Coupe Intertoto 1996                          | FC Copenhague         |
| Promotions et relégations                     |                       |
| Promus en Superligaen                         | Hvidovre IF           |
| Promus en Superligaen                         | Akademisk Boldklub    |
| Relégués en 1.division                        | Ikast FS              |
| Relégués en 1.division                        | Naestved IF           |